# Антоненко, Эдмонд Эдуардович
Анто́ненко Эдмо́нд Эдуа́рдович (5 мая 1926, Одесса — 30 сентября 1999, Ровно) — украинский советский деятель, 1-й секретарь Ровенского городского комитета КПУ, директор Ровенского областного краеведческого музея.

## Биография
Вырос сиротой в детском доме в Одессе, не знал своих родителей.
Семь лет служил в Красной Армии, участник Великой Отечественной войны.
Член КПСС с 1953 года.
Находился на партийной работе в Ровенской области.
К 1961 год — 1-й секретарь Млиновского районного комитета КПУ Ровенской области.
В 1962 — январе 1965 года — секретарь партийного комитета Млиновского производственного управления Ровенской области.
В январе — августе 1965 года — 1-й секретарь Млиновского районного комитета КПУ Ровенской области.
20 августа 1965 — февраль 1966 — секретарь Ровенского областного комитета КПУ. Одновременно, с 20 августа по декабрь 1965 года — председатель Ровенского областного комитета партийно-государственного контроля.
29 января 1966 — 9 октября 1980 года — 1-й секретарь Ровенского городского комитета КПУ Ровенской области.
За время его управления население г. Ровно выросло почти в 2 раза. (1967 г. — 100 000 человек; 1979—178 956 жителей)
В 1980—1987 годах — председатель Ровенского областного комитета народного контроля.
Позже был директором Ровенского областного краеведческого музея .
Потом — на пенсии в г. Ровно.

## Награды
- Орден Ленина (31.12.1965)
- Орден Октябрьской Революции (05.04.1971)
- Орден Трудового Красного Знамени (02.03.1976)
- Орден Отечественной войны II-го степени (6.04.1985)
- медали